# Orimarga (Orimarga) punctipennis
Orimarga (Orimarga) punctipennis is een tweevleugelige uit de familie steltmuggen (Limoniidae). De soort komt voor in het Neotropisch gebied.